# Frank Middlemass
Francis George (« Frank ») Middlemass (né le 28 mai 1919 à Eaglescliffe (Durham) et mort le 8 septembre 2006 à Northwood (Middlesex)) est un acteur britannique.

## Biographie
Même au début de sa carrière, Frank Middlemass a joué des rôles de personnages plus âgés. Il est surtout connu pour ses rôles à la télévision comme celui de Rocky Hardcastle dans As Time Goes By, celui d'Algy Herries dans To Serve Them All My Days et le Dr Alex Ferrenby dans Heartbeat. Middlemass était également actif dans la Royal Shakespeare Company et fut le quatrième et dernier acteur à jouer Dan Archer dans The Archers.

## Filmographie sélective

### Au cinéma
- 1968 : Otley : Bruce
- 1969 : Le Retour de Frankenstein : le plombier
- 1975 : Barry Lyndon : Sir Charles Reginald Lyndon, chevalier de l'ordre du Bain
- 1980 : L'Île sanglante (The Island) de Michael Ritchie : Windsor

Doublage
- 1985 : Dreamchild : la chenille

### À la télévision
- Nuits secrètes : le vieux roi de Sidon, père d'Abdullah
- La Chute des aigles : Piotr Stolypine
- One Against the Wind : Dubois
- Saison 8 d'Inspecteur Barnaby (épisode 8) : Noah Farrow
- L'Œil de verre : major Palgrave
- Maîtres et Valets : Albert Lyons (1974)